# Maidanivka, Hlobîne
Maidanivka (în ucraineană Майданівка) este un sat în comuna Kupievate din raionul Hlobîne, regiunea Poltava, Ucraina.

## Demografie
Componența lingvistică a localității Maidanivka
     Ucraineană (90,98%)
     Rusă (9,02%)
Conform recensământului din 2001, majoritatea populației localității Maidanivka era vorbitoare de ucraineană (90,98%), existând în minoritate și vorbitori de rusă (9,02%).